# Paula Cons Varela
Paula Cons Varela (La Corunya, 1976) és una periodista, guionista, documentalista, directora de cinema i productora espanyola. És productora executiva i directora de continguts d'Agallas Films.

## Biografia
Va néixer a La Corunya, però els seus antecedents familiars tant per part paterna com a materna la vinculen a Pontevedra. Es va llicenciar en periodisme a la Facultat de periodisme de Santiago de Compostel·la (1994-1998).
Va iniciar la seva carrera en el periodisme esportiu i informatiu a Ràdio Nacional d'Espanya i després va passar a televisió amb Desde Galicia para el mundo de La 2 i al Canal Internacional de TVE, on va romandre vuit anys. De 1998 a 2004 va treballar com a redactora d'exteriors i guionista en Pórtico de Comunicaciones. El seu següent pas va ser traslladar-se a Madrid. Allí amb Cuatro TV va realitzar reportatges de contingut social, amb Equip 1, Caiga quien caiga en la secció "Proteste ya" i en Antena 3 coordinant la redacció del programa El método Gonzo (2008).
El 2004 va ser el seu any d'entrada en la ficció després de guanyar el Concurso Interación de Guion Camiño do Xacobeo amb Ideas pelegrinas, un projecte que es va convertir en una miniserie per a la productora CTV.
Després, des de Continental Producciones, va desenvolupar una tv movie, Eduardo Barreiros, el Henry Ford español.
El 2009 va ser cofundadora d'Agallas Films, una productora gallega que es reclama «amb la voluntat de traspassar fronteres, pegats a la realitat, amb les dones en primer plànol i donant oportunitat a nous realitzadors».
D'altra banda, des de setembre de 2008 fins al juny de 2012 va treballar com a directora de continguts en Continental Producciones, realitzant entre altres treballs la producció executiva de la tvmovie Eduardo Barreiros, el Henry Ford Español (2011) premi platí en el Worldfest de Houston, premi Mestre Mateo a la millor pel·lícula de televisió, seleccionada per a la secció oficial del festival Internacional Zoom d'Igualada.
El seu següent projecte va ser la pel·lícula Lobos sucios (2015), de la qual va ser coguionista, directora de continguts, i productora executiva. La història sorgeix de la recerca sobre la batalla del wolframi que van lliurar els Aliats contra Espanya durant la Segona Guerra Mundial, centrada en un mineral estratègic, el wolframi, que el règim franquista va permetre extreure als nazis per al seu armament. Posteriorment va dirigir i va ser productora executiva del documental sobre el mateix tema La batalla desconocida (2017) premiat com a Millor Documental en Festival de Cinema i televisió del Reino de León, Premio Mestre Mateo de la Acadèmia gallega de l'Audiovisual al Millor Documental, Premi CREA a la millor direcció de Documental, SEMINCI secció DocEspaña, Festival de Cinema Español de Nantes, Festival de Cinema Político de Buenos Aires, Festival Internacional de Cerdanya, Rural Film Fest.
El 2013-2014 va treballar com a responsable de màrqueting i comunicació en Atlántica Media AIE i de juny de 2015 al 2016 va ser directora del programa de televisió Cuestions persoais, amb Agalla Films TVG.
El 2018 va dirigir amb Agalla Films el docudrama O Caso Diana Quer. 500 días sobre les recerques policials que van portar a la resolució del caso Diana Quer.
Al gener de 2018 va ser seleccionada en V Laboratorio de Creación de Series de la SGAE. El Laboratori es va desenvolupar amb la supervisió del guionista Javier Olivares qui va presidir el jurat que va seleccionar a Paula amb el seu projecte de sèrie Oro negre, un western gallec, producció d'Agalla Films (Paula Cons / CIM) que al novembre de 2019 es va anunciar havia estat seleccionat per viatjar a la International Drama Summit de Content, Londres, a la recerca de socis internacionals. Or negre compte, ha explicat Paula, com durant la Segona Guerra Mundial els nazis van desembarcar a Galícia per extreure wolframi, un mineral necessari per fabricar armes que en aquest moment solament es podia trobar a Galícia i al nord de Portugal. «Això va provocar que molts pobles petits que estaven sortint de la postguerra espanyola renaixessin d'alguna manera i s'omplissin de diners, és una situació que es pot comparar a la febre de l'or de Califòrnia amb tots els personatges que implica: prostitutes, aventurers, espies d'un bàndol i d'un altre i per descomptat tirs a qualsevol hora del dia», va comentar Paula Cons.

### L'illa de les mentides
En 2019 va rodar el seu primer llargmetratge com a directora, L'illa de les mentides, del que també va ser guionista. A causa de la pandèmia del coronavirus la pel·lícula es va estrenar en la plataforma Filmin al juliol de 2020 i va ser la més vista en la plataforma durant el cap de setmana de l'estrena.
A més de les actrius protagonistes, Nerea Barros, Victoria Teijeiro i Ana Oca, gran part de l'equip tècnic de la pel·lícula és femení. «És important que les dones apostem per nosaltres mateixes [va assegurar Paula]. I ho hem aconseguit recorrent a les millors de cada especialitat. Perquè hi ha dones molt potents al cinema espanyol.» «Podia haver fet un drama però em va semblar molt interessant crear "un thriller de senyores amb mocador", amb el qual homenatjar a les nostres àvies de joves. Perquè van ser molt més superheroïnes que qualsevol de Marvel o DC. Tenien un poder i una força que ja volguéssim nosaltres.»
Les dones, sumides en la més completa foscor, es van guiar pel soroll de les ones contra les pedres, jugant-se la vida i sofrint un sever xoc postraumátic. María, una dona avançada al seu temps encara que no havia sortit mai de l'illa, va creure en la llibertat individual i en ella mateixa, per la qual cosa no encaixa en aquesta societat masclista dominada pels senyorets.
«Aquestes dones eren marineres de primera divisió i capaces de fer els mateixos treballs que feien els homes [ha assenyalat Cons]. Encara que la millor prova que el masclisme dominava aquesta societat és que la nit del naufragi no hi havia homes a l'illa perquè celebraven l'any nou en la costa, mentre les dones cuidaven dels nens i els ancians.»
Per Cons la pel·lícula té com a referència Els sants innocents de Mario Camus.

## Filmografia

### Direcció
- 13 badaladas (2009) docusèrie tv directora[13]
- La batalla desconocida (2017) documental. Direcció, guió i producció executiva
- El caso Diana Quer, 500 días (2018) documental, direcció[7]
- La isla de las mentiras (2020) llargmetratge, directora i guionista

### Guió
- Lobos sucios (2015) llargmetratge coguionista i productora executiva
- La batalla desconocida (2017) documental. Direcció, guió i producció executiva
- La isla de las mentiras (2020) llargmetratge, directora i guionista

### Producció
- El que ha plogut (TV Movie) (2011) (productora associada: Continental Producciones
- Eduardo Barreiros, l'Henry Ford espanyol (2011) TV movie, productora executiva
- Lobos sucios (2015) llargmetratge coguionista i productora executiva
- La batalla desconocida (2017) documental. Direcció, guió i producció executiva